# Dolina (rejon tarnopolski)

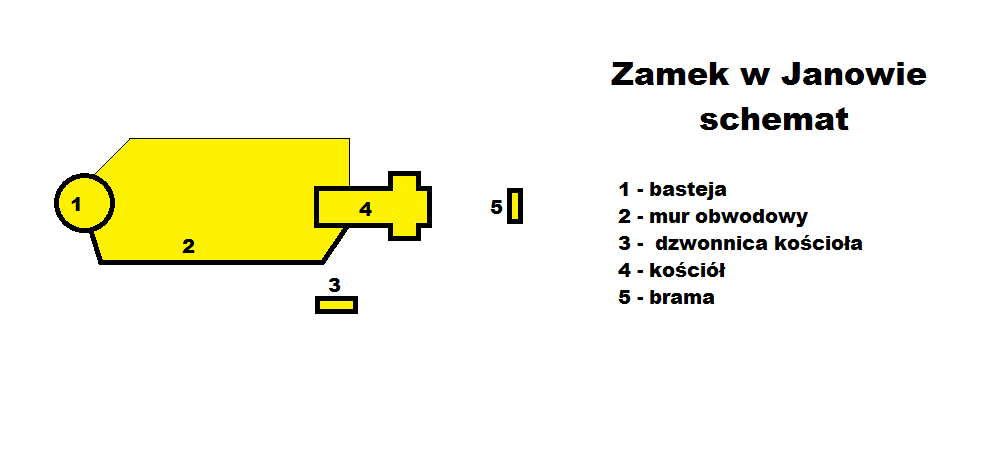
Schemat zamku w Janowie

Synagoga

Dolina (ukr. Долина, Dołyna; do roku 1960 Janów, ukr. Янів) – wieś na Ukrainie (dawniej miasteczko) w rejonie tarnopolskim (do 17 lipca 2020 w trembowelskim) obwodu tarnopolskiego.
Wieś leży 15 km na południe od Trembowli, na wzgórzu nad rzeką Seret opasującą miejscowość z trzech stron.

## Historia
Parafia rzymskokatolicka w Janowie została erygowana w 1611 przez właściciela Janowa kasztelana halickiego Jana Golskiego (brata wojewody ruskiego Stanisława Golskiego) i jego żonę Zofię z Zamiechowa. Kościół murowany pw. św. Trójcy poświęcony został w 1661. Do parafii rzymskokatolickiej oprócz Janowa należały Dereniówka, Kobyłowłoki z Papiernią, Młyniska, Podhajczyki z Wybranówką, Słobódka Janowska ze Zniesieniem. Parafia podlegała pod dekanat trembowelski.
W latach 1772–1918 miasteczko w Królestwie Galicji i Lodomerii w Cesarstwie Austriackim. Do 17 września 1939 w województwie tarnopolskim w Polsce.
W II Rzeczypospolitej miejscowość była siedzibą gminy wiejskiej Janów w powiecie trembowelskim województwa tarnopolskiego. We wrześniu 1934 roku miał miejsce wielki pożar Janowa, w którym spłonęło kilkadziesiąt domów.
W latach 1943–1945 nacjonaliści ukraińscy z OUN-UPA zamordowali tutaj 10 Polaków, w tym kierownika szkoły Mikołaja Cirko i siostrę zakonną Józefę Kopaczyńską ze zgromadzenia służebniczek starowiejskich.
W czasie okupacji niemieckiej mieszkająca tutaj ukraińska rodzina Kryworukych - bracia Wołodymyr i Julian oraz ich matka Hanna - ukrywała Żydów. W 2011 roku Instytut Jad Waszem uhonorował ich za to tytułami Sprawiedliwych wśród Narodów Świata.

## Zabytki
- kościół pw. Św. Trójcy, ufundowany w 1611 przez kasztelana halickiego Jana Golskiego i jego małżonkę Zofię z Zamiechowa[10], poświęcony w 1661. Murowany z kamienia, posiada wielki centralny ołtarz przeniesiony z monasteru w Trembowli oraz cztery boczne ołtarze. W ścianie prezbiterium znajduje się nagrobek hrabiego Gabriela Skarbka i jego żony Tekli z Brzozowskich, oprócz niego tablice pamiątkowe poświęcone proboszczowi Boskiemu i wikaremu Kłakowi. W podziemiach kościoła znajdują się liczne nagrobki, jednak wejście do podziemi zostało zamurowane
- zamek[11], zbudowany również przez Jana Golskiego na planie prostokąta na wzgórzu obok kościoła pw. św. Trójcy. Jego mury, uszkodzone w kilku miejscach, chroniły również kościół. W rogach umocnione były basztami, z których najlepiej zachowała się północna, przerobiona na piwnicę proboszcza. W 1675 zamek zdobyli i uszkodzili Turcy. Zamek znajdował się później w posiadaniu rodziny Boguszów. Rodzina ta zbudowała u podnóża zamku fabrykę saletry
- kaplica cmentarna, zbudowana w 1807, a poświęcona w 1841, kryjąca groby rodzin Skarbków i Łosiów
- murowana cerkiew św. Mikołaja, zbudowana w 1725, stojąca na wschód od kościoła
- ślady umocnień strzegących przeprawy przez Seret, znajdują się obok kościoła i cerkwi.

## Ludzie urodzeni w Janowie
- Emil Byk, poseł Rady Państwa
- Bronisław Jahn